# Quận Gulf, Florida

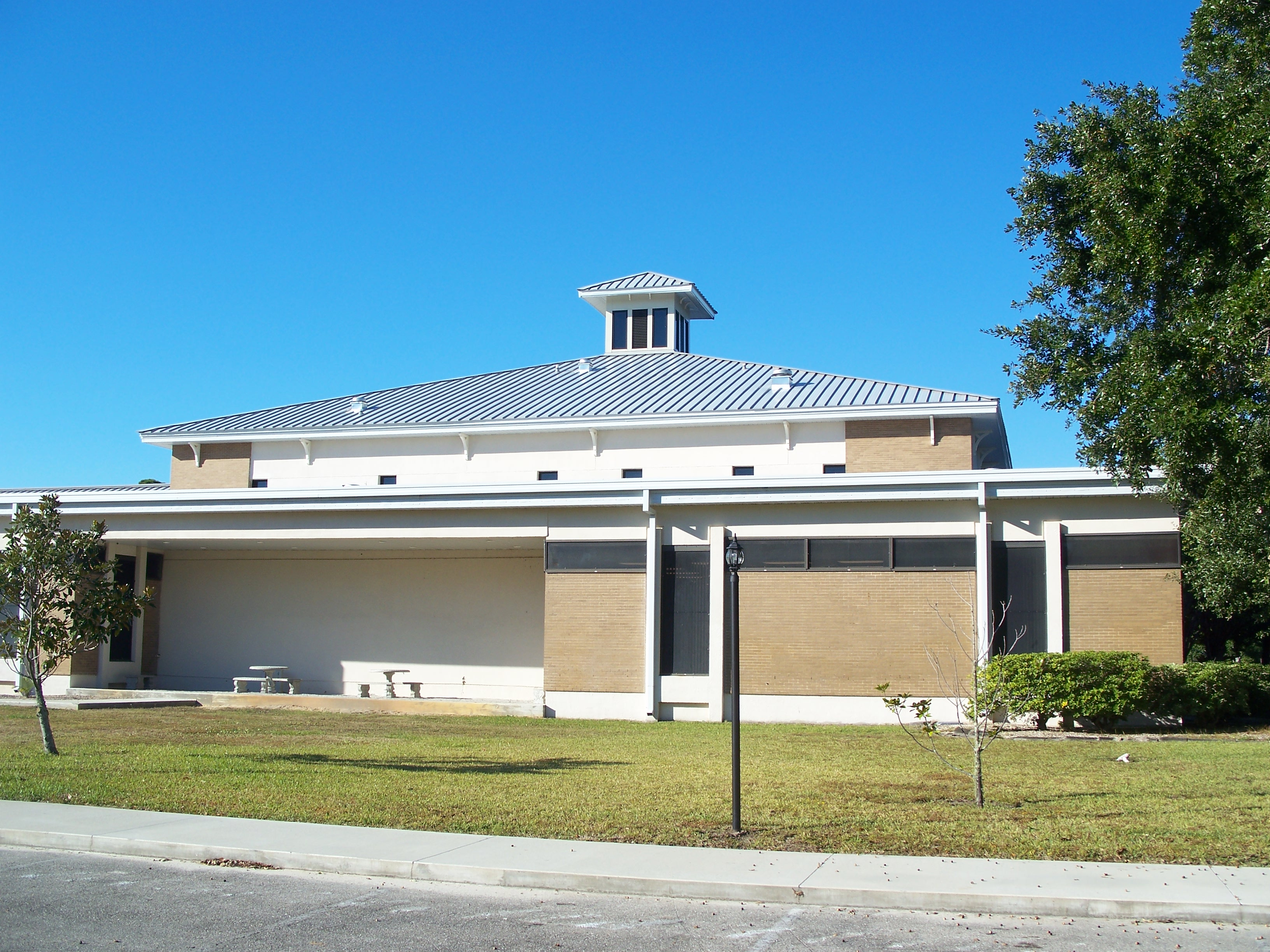
Quận Gulf, Florida

Quận Gulf là một quận thuộc tiểu bang Florida, Hoa Kỳ. Quận lỵ đóng ở Port St. Joe6. 
Dân số theo điều tra năm 2010 của Cục điều tra dân số Hoa Kỳ là 15863 người.

## Địa lý
Theo Cục điều tra dân số Hoa Kỳ, quận này có diện tích 1960 km2, trong đó có 600 km2 là diện tích mặt nước.